# Lijst van stadsgemeenten van Nederlands-Indië
De Lijst van stadsgemeenten van Nederlands-Indië omvat die steden in Nederlands-Indië die een eigen gemeenteraad hadden gekregen en later een burgemeester. Hierdoor werden ze niet meer rechtstreeks bestuurd door de Gouverneur-Generaal.
Daarnaast waren er enige steden die wel een gemeenteraad kregen, maar geen eigen burgemeester en die dus wel rechtstreeks bestuurd bleven; deze worden hier niet genoemd.

## De lijst
De steden staan in de volgorde die gehanteerd werd in de "Regerings-Almanak van Nederlandsch-Indië". Tevens worden de namen/spellingen van toen gehanteerd.
| Naam stad   | Jaar gemeenteraad | Jaar burgemeester |
| ----------- | ----------------- | ----------------- |
| Batavia     | 1903              | 1916              |
| Buitenzorg  | 1905              | 1921              |
| Bandoeng    | 1906              | 1917              |
| Soekaboemi  | 1914              | 1926              |
| Cheribon    | 1906              | 1921              |
| Semarang    | 1906              | 1916              |
| Pekalongan  | 1906              | 1929              |
| Tegal       | 1906              | 1929              |
| Salatiga    | 1917              | 1929              |
| Magelang    | 1906              | 1929              |
| Soerabaja   | 1906              | 1916              |
| Pasoeroean  | 1918              | 1929              |
| Malang      | 1914              | 1919              |
| Probolinggo | 1918              | 1929              |
| Madioen     | 1906              | 1929              |
| Kediri      | 1906              | 1929              |
| Blitar      | 1906              | 1929              |
| Padang      | 1926              | 1928              |
| Palembang   | 1906              | 1920              |
| Medan       | 1918              | 1918              |
| Menado      | 1919              | 1929              |
| Makassar    | 1906              | 1918              |
| Amboina     | 1921              | 1926              |